# Conus ustulatus
Conus ustulatus é uma espécie de gastrópode do gênero Conus, pertencente a família Conidae.